# Красный Октябрь (Приднестровье)
Кра́сный Октя́брь — село в Каменском районе непризнанной Приднестровской Молдавской Республики. Административный центр Краснооктябрьского сельсовета, куда кроме села Красный Октябрь также входит село Александровка.